# پل بیرر
پل بیرر (انگلیسی: Paul Bearer; ۱۰ آوریل ۱۹۵۴ – ۵ مارس ۲۰۱۳) مربی کشتی حرفه‌ای، و کشتی‌گیر کشتی حرفه‌ای اهل ایالات متحده آمریکا بود. او پدر آندرتیکر و کین بود. متاسفانه او در سال ۲۰۱۳ بر اثر سکته قلبی فوت کرد. وی همچنین برندهٔ جوایزی همچون تالار شهرت دبلیو دبلیو ای شده‌ است.